# Sally Rideová

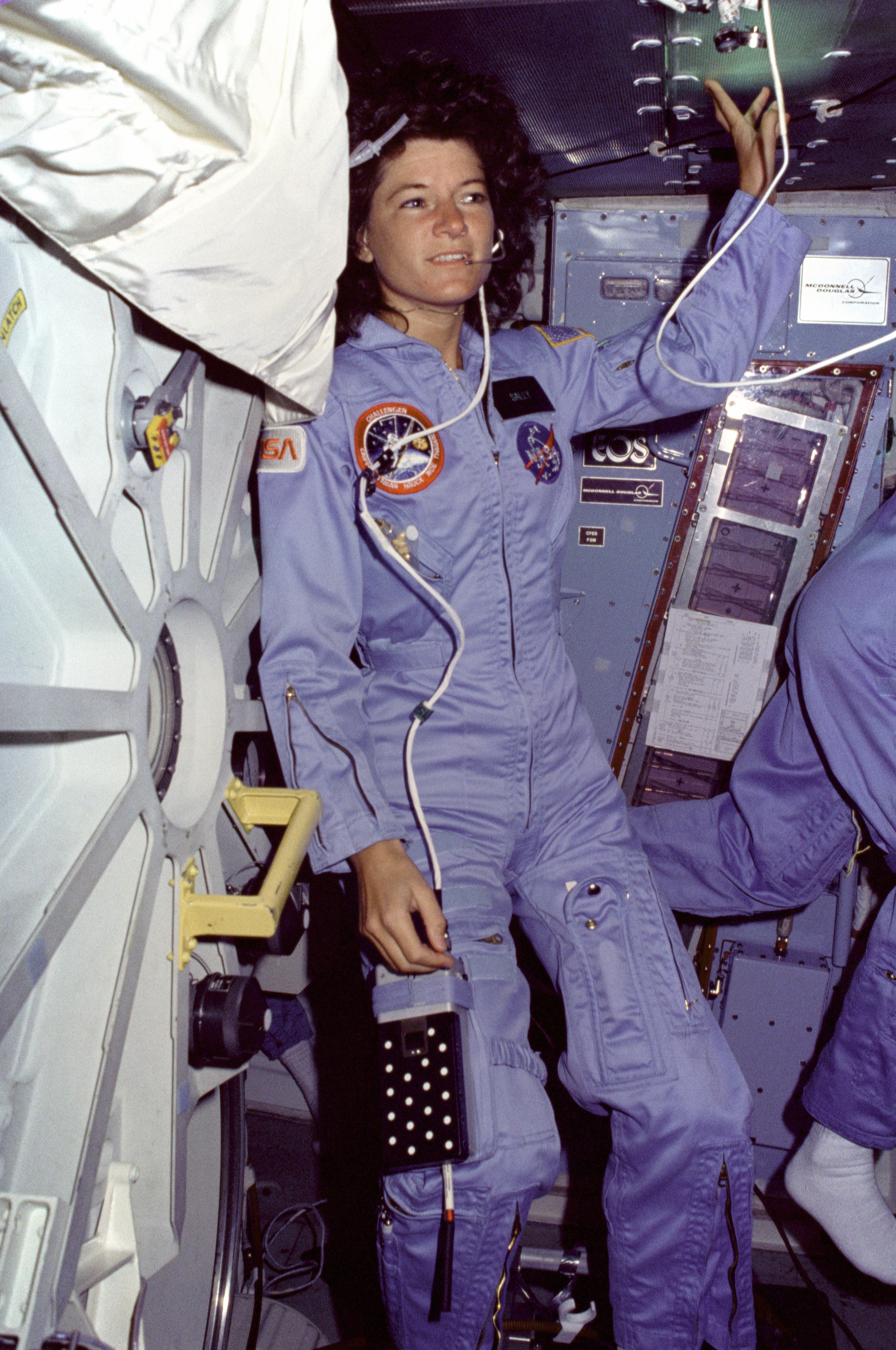
Rideová během mise STS-7 v roce 1983

Sally Kristen Rideová (26. května 1951 Los Angeles – 23. července 2012 San Diego) byla americká fyzička a astronautka, která se roku 1983 stala první americkou ženou ve vesmíru. K roku 2017 byla stále nejmladším americkým astronautem v kosmu, když svůj první let uskutečnila ve 32 letech.
Po ukončení kariéry v NASA v roce 1987 dva roky pracovala na Stanfordově univerzitě v Centru pro mezinárodní bezpečnost a kontrolu zbraní, pak jako vědkyně a profesorka fyziky na Kalifornské univerzitě v San Diegu. Zemřela na rakovinu v 61 letech.

## Život

### Mládí a výcvik
V roce 1973 získala titul inženýrky fyziky, v roce 1975 bakalářky fyziky na Stanfordově univerzitě. Na této univerzitě získala i zaměstnání asistentky na katedře fyziky. Do týmu astronautů NASA byla roku 1978 vybrána ve svých 27 letech jako astronautka specialistka, v té době byla svobodná.

### Lety do vesmíru
Do kosmu se dostala jako třetí žena ze Země (a 121. kosmonaut vůbec) dvakrát na palubě raketoplánu Challenger a strávila tam 14 dní. Poprvé to bylo s expedicí STS-7 . Kapitánem byl Robert Crippen, v posádce měl kromě Sally Rideové tři muže (Fredericka Haucka, Johna Fabiana a lékaře Normana Thagarda). Během letu vypustili dvě družice a jednu zas později několikrát cvičně zachytili a nakonec se s ní vrátili na Zemi, na základnu Edwards.
Druhý let absolvovala o rok později s misí STS-41-G. Stejný velitel, v posádce měl šest lidí, z nichž dva byli cizinci a dvě ženy (Paul Scully-Power z Austrálie, Marc Garneau z Kanady, Američanky Kathryn Sullivanová a Sally Rideová, dva Američané David Leestma a Jon McBride). Během letu vypustili družici ERBS. Přistáli v pořádku na Floridě.
- STS-7 Challenger (18. června 1983 – 24. června 1983)
- STS-41-G Challenger (5. října 1984 – 13. října 1984)

## Po ukončení letů
V roce 1993 se na Kalifornské univerzitě v San Diegu stala vyučující profesorkou fyziky a ředitelkou California Space Institute.
V listopadu 2013 obdržela Prezidentskou medaili svobody in memoriam.

## Vyšetřovatelka
- V roce 1986 byla jmenována do prezidentské vyšetřovací komise po havárii raketoplánu Challenger při misi STS-51-L.
- V roce 2003 byla jmenována členkou vyšetřovací komise havárie raketoplánu Columbia CAIB (Columbia Accident Investigation Board).[5]

## Osobní život
Byla prvním známým LGBT člověkem ve vesmíru. Během studii na Stanfordu měla vztah se svou spolubydlící, ale roku 1982 se provdala za astronauta Stevena Hawleyho. Rozvedli se roku 1987. Životní partnerkou Rideové byla bývalá profesionální tenistka a spisovatelka Tam O'Shaughnessy. Poprvé se setkaly na tenisovém turnaji v době, kdy bylo Rideové třináct a O'Shaughnessyové dvanáct let. Pár tvořily od roku 1985 až do smrti Rideové. Veřejnost se o jejich vztahu dověděla až z nekrologu napsaném Tam O’Shaughnessy.
Zemřela 23. července 2012 ve věku šedesáti jedna let, sedmnáct měsíců po diagnostikování rakoviny slinivky břišní. Po kremaci byl popel rozprášen vedle jejího otce na Woodlawnském hřbitově v kalifornské Santa Monice.

## Výskyt v kultuře
Dokumentární film Sally (2025, režie Cristina Costantini) byl oceněn na Sundance Film Festival.